# Mukanapalya, Chamarajanagar
Mukanapalya là một làng thuộc tehsil Chamarajanagar, huyện Chamarajanagar, bang Karnataka, Ấn Độ.